# Bernheim-Comofi
Bernheim-Comofi was een onderneming actief in de ontwikkeling en het beheer van vastgoed, ontstaan uit de fusie in 1989 van Comofi (een op de Brusselse beurs genoteerde vennootschap en dochteronderneming van de Nationale Portefeuillemaatschappij (NPM)) en Bernheim Immobilier et Financier.  Hierbij nam ook de maatschappij Royale Belge (actief in levensverzekeringen, ontstaan in 1853) een participatie in het kapitaal.  
Bij afloop van deze operaties had GBL 40% van Bernheim-Comofi in handen, Royale Belge 20%, NPM 20% en 20% verspreid onder het publiek. Bernheim-Comofi was in 1995 uitgever van de vastgoedbevak Befimmo.
In juni 1998 neemt de Amerikaanse vennootschap Security Capital Global Realty (USA) het bedrijf over voor 328 miljoen euro.
Deze laatste verkoopt het bedrijf in juli 2002 voor 525 miljoen euro in cash aan Fortis AG, de beheerder van de vastgoedportefeuille van de Fortis-groep in België.